# Giscaro
 Giscaro  (en occitano Giscarò) es una población y comuna francesa, ubicada en la región de Mediodía-Pirineos, departamento de Gers, en el distrito de Auch y cantón de L'Isle-Jourdain (Gers).

## Demografía
| 97 | 96 | 100 | 76 | 78 | 67 |
| Para los censos de 1962 a 1999 la población legal corresponde a la población sin duplicidades (Fuente: INSEE [Consultar]) |    |     |    |    |    |